# Kevin Toth
Kevin Toth (Cleveland, 29 dicembre 1967) è un ex pesista statunitense.
Il suo primato a 22,67 metri è il nono miglior lancio della storia del getto del peso all'aperto.
Trovato positivo a tre test antidoping svolti tra luglio ed agosto 2003 al THG è stato squalificato dalle competizioni due anni: dal 3 maggio 2004 al 2 maggio 2006.

## Palmarès
| Anno | Manifestazione  | Sede       | Evento         | Risultato | Misura  | Note |
| ---- | --------------- | ---------- | -------------- | --------- | ------- | ---- |
| 1993 | Mondiali        | Stoccarda  | Getto del peso | 9º        | 19,52 m |      |
| 1995 | Mondiali indoor | Barcellona | Getto del peso | 12º       | 18,61 m |      |
| 1997 | Mondiali        | Atene      | Getto del peso | 7º        | 20,02 m |      |
| 2003 | Mondiali indoor | Birmingham | Getto del peso | 12º       | 19,35 m |      |
| 2003 | Mondiali        | Parigi     | Getto del peso | dq        | dq      |      |